# Полигонални зид у Делфима
Полигонални зид у Делфима био је основа на којој стоји Аполонов храм и дефинише подручје Халоса у северозападном делу пророчишта.

## Историја
Подигнут је у другој половини шестог века пре нове ере (вероватно после уништења првог храма 548. године п. н. е.), пре изградње Алкмаионидесовог храма у 513—505. године п. н. е.
У петом веку пре нове ере уз сам зид изграђена је стоа Атињана, тако да су на његовој површини видљиви трагови ове стое. Пре изградње зида подручје је изравнано, а неколико старих архитектонских објеката и ризница, укључујући и познату структуру апсида, је уништено или су закопани под пуном масом зида.
Зид је саграђен у стилу полигоналних масонских зидова, са неправилним каменим блоковима закривљеним на зглобним површина. Зид је саграђен као и многи слични зидови широм света применом полигоналних камених блокова без примен цемента за јачање њихових зглобова (састава). Делфски зидари за израду зида користили су посебну вештину у резању сваког блока која је требало да омогучћи њихово спајање са тачношћу која се реетко могла види било где осим у Делфима. Наиме уместо зглобних састав који следе праву линију делфски камени зглобови су грациозне криве које су захтевале вештину и стрпљење у резбарењу и постављању сваког блока, како би се на зиду створила валовита зглобна линија.
Прочеље зида високо је од 2—4 m, а дуго је 87 метара. Горња четири или пет реда камених блокова, данас недостаје.
У првобитној величини зид је био приближно виши два метра него што је данас. Његово сакривено лице покривено је у трећем и другом веку пре нове ере, са више од осамстотина натписа повезаних пре свега са еманципацијом робова.
Зид који је током разарања Делфа и бројних земљотреса делимично оштећен, обновљен је у последњих неколико година.